# 7939 Асфоґ
7939 Асфоґ (7939 Asphaug) — астероїд головного поясу, відкритий 14 січня 1991 року.
Тіссеранів параметр щодо Юпітера — 3,519.